# Схема Бернуллі
Проводяться {\displaystyle n} дослідів, у кожному з яких може відбутися певна подія («успіх») з імовірністю {\displaystyle p} (або не відбутися — «невдача» — з імовірністю {\displaystyle q=1-p}). Завдання — знайти ймовірність отримання рівно {\displaystyle m} успіхів у цих {\displaystyle n} дослідах.
Розв'язок:
{\displaystyle P_{n}(m)=C_{n}^{m}p^{m}(1-p)^{n-m}} (формула Бернуллі).
Кількість успіхів — випадкова величина, яка має біноміальний розподіл.

## Визначення
Для застосування схеми Бернуллі мають виконуватись такі умови:
- Кожне випробування має рівно два результати, умовно звані успіхом і невдачею.
- Незалежність випробувань: результат чергового експерименту не повинен залежати від результатів попередніх експериментів.
- Ймовірність успіху повинна бути сталою (фіксованою) для всіх випробувань.

Розглянемо стохастичний експеримент з двоелементним простором елементарних подій. Одну назвемо «успіхом», позначимо «1», іншу — «невдачею», позначимо «0». Нехай імовірність успіху {\displaystyle 0<p<1}, тоді ймовірність невдачі {\displaystyle 1-p=q}.
Розглянемо новий стохастичний експеримент, який полягає в {\displaystyle n}-разовому повторенні цього найпростішого стохастичного експерименту.
Зрозуміло, що простір елементарних подій {\displaystyle \Omega }, який відповідає цьому новому стохастичному експерименту буде {\displaystyle \left\{\Omega =(a_{1},...,a_{n})|a_{i}={\overline {0,1}},i={\overline {1,n}}\right\rbrace } (1), {\displaystyle N(\Omega )=2^{n}}. За {\displaystyle \sigma }-алгебру подій {\displaystyle {\mathcal {A}}} візьмемо булеан простору елементарних подій {\displaystyle P(\Omega )} (2). Кожній елементарній події {\displaystyle \omega \in \Omega } поставимо у відповідність число {\displaystyle p(\omega )=p^{\sum _{i=1}^{n}a_{i}}q^{n-\sum _{i=1}^{n}a_{i}}}. Якщо в елементарній події {\displaystyle \omega } успіх спостерігається {\displaystyle k} разів, а невдача — {\displaystyle (n-k)} разів, то {\displaystyle p(\omega )=p^{k}q^{n-k}}. Нехай {\displaystyle A_{k}=\{\omega \in \Omega |\sum _{i=1}^{n}a_{i}=k\},k={\overline {0,n}}}, тоді {\displaystyle P(A_{k})=\sum _{\omega \in A_{k}}P(\omega )=C_{n}^{k}p^{k}q^{n-k}}. Також є очевидною нормованість імовірності: {\displaystyle \sum _{\omega \in \Omega }P(\omega )=\sum _{k=0}^{n}\sum _{\omega \in A_{k}}P(\omega )=\sum _{k=0}^{n}C_{n}^{k}p^{k}q^{n-k}=(p+q)^{n}=1^{n}=1}.
Поставивши у відповідність кожній події {\displaystyle A\in {\mathcal {A}}} числове значення {\displaystyle P(A)=\sum _{\omega \in A}P(\omega )} (3), ми знайдемо ймовірність {\displaystyle P:{\mathcal {A}}\to \mathbb {R} }. Побудований простір {\displaystyle (\Omega ,{\mathcal {A}},P)}, де {\displaystyle \Omega } — простір елементарних подій, визначений рівністю (1), {\displaystyle {\mathcal {A}}} — {\displaystyle \sigma }-алгебра, визначена рівністю (2), P — імовірність, визначена рівністю (3), називається схемою Бернуллі для {\displaystyle n} випробувань.
Набір чисел {\displaystyle P_{n}(k)=C_{n}^{k}p^{k}q^{n-k},k={\overline {0,n}},n\in \mathbb {N} } називається біноміальним розподілом.

## Узагальнення (поліноміальна схема)
Звичайна формула Бернуллі застосовна на випадок, коли за кожного випробування можлива одна з двох подій. Формулу Бернуллі можна узагальнити на випадок, коли за кожного випробування відбувається одна і тільки одна з {\displaystyle k>2} подій з імовірністю {\displaystyle p_{i}(i=1,2,...,k)}, де {\displaystyle p_{1}+...+p_{k}=1}. Ймовірність появи {\displaystyle m_{1}} разів першої події, {\displaystyle m_{2}} — другої і {\displaystyle m_{k}} раз k-ї знайдемо за формулою:
{\displaystyle P_{n}(m_{1},m_{2},...,m_{k})={\frac {n!}{m_{1}!m_{2}!...m_{k}!}}{p_{1}}^{m_{1}}{p_{2}}^{m_{2}}...{p_{k}}^{m_{k}}},
де {\displaystyle n=m_{1}+m_{2}+...+m_{k}.}

## Теореми
В особливих умовах (за досить великих чи досить малих параметрів) для схеми Бернуллі використовують наближені формули з граничних теорем: теорема Пуассона, локальна теорема Муавра — Лапласа, інтегральна теорема Муавра — Лапласа.